# Élections législatives de 2012 en Indre-et-Loire
Les élections législatives françaises de 2012 se déroulent les 10 juin 2012 et 17 juin 2012. Dans le département d'Indre-et-Loire, cinq députés sont à élire dans le cadre de cinq circonscriptions, soit le même nombre d'élus malgré le redécoupage territorial.

## Élus
|   | Circonscription | Député sortant     |  | Parti | Député élu ou réélu |  | Parti |
| - | --------------- | ------------------ |  | ----- | ------------------- |  | ----- |
| ≠ | 1re             | Jean-Patrick Gille |  | PS    | Jean-Patrick Gille  |  | PS    |
| ≠ | 2e              | Raymond Lancelin   |  | UMP   | Claude Greff        |  | UMP   |
| = | 3e              | Marisol Touraine   |  | PS    | Marisol Touraine    |  | PS    |
| = | 4e              | Hervé Novelli      |  | UMP   | Laurent Baumel      |  | PS    |
| = | 5e              | Philippe Briand    |  | UMP   | Philippe Briand     |  | UMP   |

## Impact du redécoupage territorial
Le canton de Tours-Nord-Est passe de la 2e circonscription à la 1re.

## Résultats

### Résultats à l'échelle du département
| Parti          | Parti                                     | Premier tour | Premier tour | Second tour | Second tour | Sièges |
| Parti          | Parti                                     | Voix         | %            | Voix        | %           | Sièges |
| -------------- | ----------------------------------------- | ------------ | ------------ | ----------- | ----------- | ------ |
|                | Parti socialiste                          | 78 525       | 32,14        | 103 738     | 43,33       | 3      |
|                | Europe Écologie Les Verts                 | 18 360       | 7,51         | 24 732      | 10,33       | 0      |
|                | Divers gauche dont MRC                    | 7 406        | 3,03         |             |             | 0      |
|                | Parti radical de gauche                   | 425          | 0,17         | 0           |             |        |
|                | Majorité présidentielle                   | 104 716      | 42,85        | 128 470     | 53,66       | 3      |
|                |                                           |              |              |             |             |        |
|                | Union pour un mouvement populaire         | 81 025       | 33,16        | 110 963     | 46,34       | 2      |
|                | Nouveau centre                            | 4 477        | 1,83         |             |             | 0      |
|                | Divers droite dont DLR, PCD               | 3 978        | 1,63         | 0           |             |        |
|                | Parti radical                             | 577          | 0,24         | 0           |             |        |
|                | Droite parlementaire                      | 90 057       | 36,85        | 110 963     | 46,34       | 2      |
|                |                                           |              |              |             |             |        |
|                | Front national                            | 27 209       | 11,13        |             |             | 0      |
|                | Front de gauche                           | 13 095       | 5,36         | 0           |             |        |
|                | Mouvement démocrate                       | 4 148        | 1,7          | 0           |             |        |
|                | Extrême gauche dont LO et NPA             | 2 710        | 1,11         | 0           |             |        |
|                | Divers écologiste dont LT-LNÉ, MÉI et AÉI | 1 785        | 0,83         | 0           |             |        |
|                | Divers                                    | 641          | 0,26         | 0           |             |        |
|                |                                           |              |              |             |             |        |
| Inscrits       | Inscrits                                  | 413 239      | 100,00       | 413 242     | 100,00      | 5      |
| Abstentions    | Abstentions                               | 165 548      | 40,06        | 166 306     | 40,24       |        |
| Votants        | Votants                                   | 247 691      | 59,94        | 246 936     | 59,76       |        |
| Blancs et nuls | Blancs et nuls                            | 3 330        | 1,34         | 7 503       | 3,04        |        |
| Exprimés       | Exprimés                                  | 244 361      | 98,66        | 239 433     | 96,96       |        |

### Résultats par circonscription

#### Première circonscription (Tours)
| Candidat       | Candidat                         | Parti          | Premier tour | Premier tour | Second tour | Second tour |  |
| Candidat       | Candidat                         | Parti          | Voix         | %            | Voix        | %           |  |
| -------------- | -------------------------------- | -------------- | ------------ | ------------ | ----------- | ----------- |  |
|                | Jean-Patrick Gille sortant réélu | PS             | 14 835       | 41,69        | 20 310      | 58,2        |  |
|                | Guillaume Peltier                | UMP            | 10 197       | 28,65        | 14 586      | 41,8        |  |
|                | Fabien-Emmanuel Poussard         | RBM (FN)       | 2 722        | 7,65         |             |             |  |
|                | Josette Blanchet                 | FG (PCF) (PG)  | 2 175        | 6,11         |             |             |  |
|                | Caroline Larpent                 | EÉLV           | 1 679        | 4,72         |             |             |  |
|                | Thibault Coulon                  | Divers droite  | 1 633        | 4,59         |             |             |  |
|                | Fanny Siouville                  | CpF (MoDem)    | 815          | 2,29         |             |             |  |
|                | Christophe Bouchet               | PRV            | 577          | 1,62         |             |             |  |
|                | Nathalie Cornet                  | AÉI            | 261          | 0,73         |             |             |  |
|                | Munia Ewanjé Epée                | NPA            | 254          | 0,71         |             |             |  |
|                | Anne Brunet                      | LO             | 183          | 0,51         |             |             |  |
|                | Jean-Jacques Rives               | DLR            | 170          | 0,48         |             |             |  |
|                | Julie Moreau                     | AR             | 61           | 0,17         |             |             |  |
|                | Adrien Gaumé                     | MOC            | 24           | 0,07         |             |             |  |
|                |                                  |                |              |              |             |             |  |
| Inscrits       | Inscrits                         | Inscrits       | 65 540       | 100,00       | 65 540      | 100,00      |  |
| Abstentions    | Abstentions                      | Abstentions    | 29 581       | 45,13        | 29 551      | 45,09       |  |
| Votants        | Votants                          | Votants        | 35 959       | 54,87        | 35 989      | 54,91       |  |
| Blancs et nuls | Blancs et nuls                   | Blancs et nuls | 373          | 1,04         | 1 093       | 3,04        |  |
| Exprimés       | Exprimés                         | Exprimés       | 35 586       | 98,96        | 34 896      | 96,96       |  |

#### Deuxième circonscription (Amboise)
| Candidat       | Candidat                   | Parti                       | Premier tour | Premier tour | Second tour | Second tour |  |
| Candidat       | Candidat                   | Parti                       | Voix         | %            | Voix        | %           |  |
| -------------- | -------------------------- | --------------------------- | ------------ | ------------ | ----------- | ----------- |  |
|                | Claude Greff sortant réélu | UMP                         | 18 921       | 37,60        | 24 993      | 50,26       |  |
|                | Christophe Rossignol       | EÉLV (PS)                   | 12 829       | 25,49        | 24 732      | 49,74       |  |
|                | Isabelle Gaudron           | diss. PS                    | 7 406        | 14,72        |             |             |  |
|                | Gilles Godefroy            | RBM (FN)                    | 5 982        | 11,89        |             |             |  |
|                | Michel Cosnier             | FG (Divers gauche) (PCF)    | 3 225        | 6,41         |             |             |  |
|                | Gérard Guertin             | PRG                         | 425          | 0,84         |             |             |  |
|                | Bernadette Lefort          | DLR                         | 353          | 0,70         |             |             |  |
|                | Alexis Lamoureux           | Divers (Justice, honnêteté) | 293          | 0,58         |             |             |  |
|                | Delphine Laubu             | NPA                         | 243          | 0,48         |             |             |  |
|                | Catherine Rudeaut          | LO                          | 237          | 0,47         |             |             |  |
|                | Alexis Deprau              | CNIP                        | 187          | 0,37         |             |             |  |
|                | Paul Olivier               | POI                         | 176          | 0,35         |             |             |  |
|                | Josette Constant           | AR                          | 44           | 0,09         |             |             |  |
|                |                            |                             |              |              |             |             |  |
| Inscrits       | Inscrits                   | Inscrits                    | 84 414       | 100,00       | 84 410      | 100,00      |  |
| Abstentions    | Abstentions                | Abstentions                 | 33 345       | 39,5         | 33 237      | 39,38       |  |
| Votants        | Votants                    | Votants                     | 51 069       | 60,5         | 51 173      | 60,62       |  |
| Blancs et nuls | Blancs et nuls             | Blancs et nuls              | 748          | 1,46         | 1 448       | 2,83        |  |
| Exprimés       | Exprimés                   | Exprimés                    | 50 321       | 98,54        | 49 725      | 97,17       |  |

#### Troisième circonscription (Loches)
| Candidat       | Candidat                         | Parti                    | Premier tour | Premier tour | Second tour | Second tour |  |
| Candidat       | Candidat                         | Parti                    | Voix         | %            | Voix        | %           |  |
| -------------- | -------------------------------- | ------------------------ | ------------ | ------------ | ----------- | ----------- |  |
|                | Marisol Touraine sortante réélue | PS                       | 25 830       | 44,76        | 33 147      | 60,21       |  |
|                | Jacques Barbier                  | UMP                      | 13 632       | 23,62        | 21 905      | 39,79       |  |
|                | Catherine Costa                  | RBM (FN)                 | 6 825        | 11,83        |             |             |  |
|                | Gérard Hénault                   | NC (AC)                  | 4 477        | 7,76         |             |             |  |
|                | Martine Belnoue                  | FG (PCF) (Divers gauche) | 3 064        | 5,31         |             |             |  |
|                | Mathilde Gralepois               | EÉLV                     | 1 208        | 2,09         |             |             |  |
|                | Pascale Tremblay                 | CpF (MoDem)              | 945          | 1,64         |             |             |  |
|                | Marie-Pierre Hage                | AÉI                      | 383          | 0,66         |             |             |  |
|                | Jeannine Le Du                   | DLR                      | 338          | 0,59         |             |             |  |
|                | Caroline Desbois                 | UPF                      | 281          | 0,49         |             |             |  |
|                | Patrick Bourbon                  | NPA                      | 257          | 0,45         |             |             |  |
|                | Thomas Jouhannaud                | LO                       | 182          | 0,32         |             |             |  |
|                | Claire Delore                    | POI                      | 166          | 0,29         |             |             |  |
|                | Robert de Prévoisin              | AR                       | 119          | 0,21         |             |             |  |
|                |                                  |                          |              |              |             |             |  |
| Inscrits       | Inscrits                         | Inscrits                 | 94 510       | 100,00       | 94 506      | 100,00      |  |
| Abstentions    | Abstentions                      | Abstentions              | 35 956       | 38,04        | 37 452      | 39,63       |  |
| Votants        | Votants                          | Votants                  | 58 554       | 61,96        | 57 054      | 60,37       |  |
| Blancs et nuls | Blancs et nuls                   | Blancs et nuls           | 847          | 1,45         | 2 002       | 3,51        |  |
| Exprimés       | Exprimés                         | Exprimés                 | 57 707       | 98,55        | 55 052      | 96,49       |  |

#### Quatrième circonscription (Chinon)
| Candidat       | Candidat               | Parti                    | Premier tour | Premier tour | Second tour | Second tour |  |
| Candidat       | Candidat               | Parti                    | Voix         | %            | Voix        | %           |  |
| -------------- | ---------------------- | ------------------------ | ------------ | ------------ | ----------- | ----------- |  |
|                | Laurent Baumel élu     | PS                       | 20 673       | 39,65        | 27 657      | 53,39       |  |
|                | Hervé Novelli sortant  | UMP                      | 18 737       | 35,93        | 24 143      | 46,61       |  |
|                | Émilie Thélot          | RBM (FN)                 | 5 943        | 11,40        |             |             |  |
|                | Patrick Fresne         | FG (PCF) (Divers gauche) | 2 490        | 4,78         |             |             |  |
|                | Gilles Descroix        | EÉLV                     | 1 314        | 2,52         |             |             |  |
|                | Philippe Oliveira      | CpF (MoDem)              | 1 108        | 2,12         |             |             |  |
|                | Nathalie Christiaens   | LT-LNÉ                   | 460          | 0,88         |             |             |  |
|                | Jacqueline Levy        | DLR                      | 384          | 0,74         |             |             |  |
|                | Jean-Jacques Prodhomme | LO                       | 338          | 0,65         |             |             |  |
|                | Sylvain Fauvinet       | NPA                      | 225          | 0,43         |             |             |  |
|                | Jean Lerbet            | AÉI                      | 218          | 0,42         |             |             |  |
|                | Cécile Evano           | POI                      | 200          | 0,38         |             |             |  |
|                | Joël Bernard           | AR                       | 54           | 0,10         |             |             |  |
|                |                        |                          |              |              |             |             |  |
| Inscrits       | Inscrits               | Inscrits                 | 88 306       | 100,00       | 88 312      | 100,00      |  |
| Abstentions    | Abstentions            | Abstentions              | 35 358       | 40,04        | 35 023      | 39,66       |  |
| Votants        | Votants                | Votants                  | 52 948       | 59,96        | 53 289      | 60,34       |  |
| Blancs et nuls | Blancs et nuls         | Blancs et nuls           | 804          | 1,52         | 1 489       | 2,79        |  |
| Exprimés       | Exprimés               | Exprimés                 | 52 144       | 98,48        | 51 800      | 97,21       |  |

#### Cinquième circonscription (Langeais)
| Candidat       | Candidat                      | Parti          | Premier tour | Premier tour | Second tour | Second tour |  |
| Candidat       | Candidat                      | Parti          | Voix         | %            | Voix        | %           |  |
| -------------- | ----------------------------- | -------------- | ------------ | ------------ | ----------- | ----------- |  |
|                | Philippe Briand sortant réélu | UMP            | 19 538       | 40,20        | 25 336      | 52,83       |  |
|                | Claude Roiron                 | PS             | 17 187       | 35,36        | 22 624      | 47,17       |  |
|                | Véronique Péan                | RBM (FN)       | 5 737        | 11,80        |             |             |  |
|                | Françoise Langlade            | FG (PCF)       | 2 141        | 4,41         |             |             |  |
|                | Bernadette Lassus             | EÉLV           | 1 330        | 2,74         |             |             |  |
|                | Philippe Lacroix              | CpF (MoDem)    | 1 280        | 2,63         |             |             |  |
|                | Robert Bryche                 | LT-LNÉ         | 463          | 0,95         |             |             |  |
|                | Martine Boulay                | DLR            | 411          | 0,85         |             |             |  |
|                | Marie-Claude Neveu            | LO             | 249          | 0,51         |             |             |  |
|                | Patrick Lepers                | MPF            | 220          | 0,45         |             |             |  |
|                | Michel Gamble                 | AR             | 46           | 0,09         |             |             |  |
|                | Florence Moussu               | PCD            | 1            | 0,00         |             |             |  |
|                |                               |                |              |              |             |             |  |
| Inscrits       | Inscrits                      | Inscrits       | 80 469       | 100,00       | 80 474      | 100,00      |  |
| Abstentions    | Abstentions                   | Abstentions    | 31 308       | 38,91        | 31 043      | 38,58       |  |
| Votants        | Votants                       | Votants        | 49 161       | 61,09        | 49 431      | 61,42       |  |
| Blancs et nuls | Blancs et nuls                | Blancs et nuls | 558          | 1,14         | 1 471       | 2,98        |  |
| Exprimés       | Exprimés                      | Exprimés       | 48 603       | 98,86        | 47 960      | 97,02       |  |